# 入谷町 (足立区)
入谷町（いりやまち）は、東京都足立区の地名で、舎人地域内である。
郵便番号は、121-0834であるが、住宅はないため郵便物を送ってもほとんど意味が無い。

## 概要
1932年（昭和7年）、足立区成立時に「入谷町」として成立した。隣の舎人町との境界は複雑で、双方の町域内に飛地が多数存在していた。住居表示実施により旧入谷町の大部分は入谷1 - 9丁目等となり、入谷町として現存するのは舎人公園内に残る旧飛地のみである。住宅はなく、人口は0人。東京都道58号台東川口線（尾久橋通り）に面している。このため、東京都の地域危険度ランキングでは最下位となっている。

## 地理
足立区の北西側に位置する。

## 交通
道路
- 東京都道58号台東川口線（尾久橋通り）

バス
- 都営バス里48 中入谷（日暮里駅前行） - 見沼代親水公園駅前行は入谷に設けられている。